# Rocío Comba
Bárbara Rocío Comba (née le 14 juillet 1987 à Río Tercero) est une athlète argentine, spécialiste du lancer de disque et dans une moindre mesure du lancer du poids.

## Biographie
À partir de 2001, Rocío Comba accumule les titres nationaux au lancers du poids et du disque, et occasionnellement au marteau, d'abord chez les cadettes et les juniors, puis à partir de 2005 chez les seniors.
En 2006 elle accède au podium des championnats ibéro-américains (poids). Elle s'empare des deux records nationaux : celui du disque à l'occasion des championnats d'Argentine juniors à Córdoba (58,78 m), celui du poids à São Caetano do Sul (16,59 m, son record personnel). Sélectionnée pour les championnats du monde juniors, elle y décroche deux places de finaliste.
Elle fait progresser son record du disque en 2008 avec 59,86 m, année où elle participe aux Jeux olympiques de Pékin (élimination en qualifications), puis en 2012 avec 59,99 m à Santa Fe, et une nouvelle participation aux Jeux.
En 2013, elle franchit la barrière des 60 mètres. Le 12 mai, elle porte le record national à 62,77 m au Grand Prix d'athlétisme du Brésil à Belém. à Carthagène des Indes elle obtient une médaille d'argent au disque, derrière la Brésilienne Fernanda Borges, à l'occasion des championnats d'Amérique du Sud. Elle décroche ensuite une place de finaliste lors des championnats du monde.
En 2014 elle participe aux Jeux sud-américains organisés par l'ODESUR, s'adjugeant l'argent derrière Karen Gallardo et devant Borges.
En 2015 elle obtient le bronze aux championnats d'Amérique du Sud

### Palmarès
| Date | Compétition                        | Lieu                 | Résultat | Épreuve          | Performance |
| ---- | ---------------------------------- | -------------------- | -------- | ---------------- | ----------- |
| 2003 | Championnats du monde jeunesse     | Sherbrooke           | 10e      | Lancer du poids  | 13,86 m     |
| 2005 | Championnats panaméricains juniors | Windsor              | 3e       | Lancer du poids  | 14,41 m     |
| 2005 | Championnats panaméricains juniors | Windsor              | 15e      | Lancer du disque | 34,26 m     |
| 2006 | Championnats ibéro-américains      | Ponce                | 3e       | Lancer du poids  | 15,11 m     |
| 2006 | Championnats ibéro-américains      | Ponce                | 4e       | Lancer du disque | 49,99 m     |
| 2006 | Championnats du monde juniors      | Pékin                | 8e       | Lancer du poids  | 15,55 m     |
| 2006 | Championnats du monde juniors      | Pékin                | 5e       | Lancer du disque | 52,42 m     |
| 2008 | Championnats ibéro-américains      | Iquique              | 1re      | Lancer du disque | 54,49 m     |
| 2009 | Championnats d'Amérique du Sud     | Lima                 | 4e       | Lancer du disque | 51,72 m     |
| 2011 | Championnats d'Amérique du Sud     | Buenos Aires         | 7e       | Lancer du poids  | 14,67 m     |
| 2011 | Championnats d'Amérique du Sud     | Buenos Aires         | 4e       | Lancer du disque | 53,67 m     |
| 2011 | Jeux panaméricains                 | Guadalajara          | 6e       | Lancer du disque | 56,05 m     |
| 2012 | Championnats ibéro-américains      | Barquisimeto         | 5e       | Lancer du disque | 55,62 m     |
| 2013 | Championnats d'Amérique du Sud     | Carthagène des Indes | 2e       | Lancer du disque | 58,75 m     |
| 2013 | Championnats du monde              | Moscou               | 12e      | Lancer du disque | 59,83 m     |
| 2014 | Jeux sud-américains                | Santiago             | 2e       | Lancer du disque | 59,29 m     |
| 2015 | Championnats d'Amérique du Sud     | Lima                 | 3e       | Lancer du disque | 57,15 m     |

#### National
Multiple championne d'Argentine
- Poids : 2005 à 2011, 2013
- Disque : 2005 à 2013

### Records
| Épreuve          | Performance | Lieu               | Date            |
| ---------------- | ----------- | ------------------ | --------------- |
| Lancer du poids  | 16,59 m     | São Caetano do Sul | 22 juillet 2006 |
| Lancer du disque | 62,77 m     | Belém              | 12 mai 2013     |